# Офелія Морган-Дью
Офелія Морган-Дью — дівчинка з Великої Британії, член міжнародного клубу найрозумніших людей Mensa International. За результатами тестів на IQ вона мала в свої 3 роки 171 бал. Це на 11 балів вище, ніж у Альберта Ейнштейна та Стівена Хокінга. Офелія вважається найрозумнішою дитиною Великої Британії.